# Premiile American Music
Premiile American Music au fost fondate de Dick Clark în 1973 petru ABC. Acestea sunt acordate după rezultatele unui sondaj la care participă publicul și cumpărătorii de muzică.

## Legături externe
- Site oficial